# Gabriel de Galbert
Gabriel de Galbert, né le 15 juillet 1912 à Chalons-sur-Marne dans la Marne et mort le 2 février 2001 à Arradon dans le Morbihan, est un général français, grand-croix de la Légion d'honneur et de l'ordre national du Mérite.
Il se distingue lors de l'épisode des Cadets de Saumur pour la défense des ponts de la Loire en juin 1940 puis en 1944 au cours de la campagne d'Italie comme capitaine, commandant un escadron de chars légers du 3e régiment de spahis marocains au sein du corps expéditionnaire français du général Alphonse Juin. 
Il termine sa carrière en tant que gouverneur des Invalides durant près de vingt ans.

## Biographie

### Jeunesse
Albert Marie Gabriel de Galbert naît le 15 juillet 1912 à Chalons-sur-Marne dans l'une des familles subsistantes de la noblesse française. Il est le fils de Maurice de Galbert (1874-1916, mort pour la France) et de son épouse Yvonne (1875-1966), née du Bois de Beauchêne. Marqué par ce décès, il prépare Saint-Cyr au sein de l'école Sainte-Geneviève à Versailles. Après sa réussite au concours d'entrée, il devient élève de la promotion « Roi Alexandre 1er » (1934-1936).

### Seconde Guerre mondiale
Alors qu'il est instructeur à Saumur, il défend avec ses cadets les rives de la Loire lors de l'invasion allemande en juin 1940. Il est fait chevalier de la Légion d'honneur à compter du 2 septembre 1940 avec la citation suivante : « Lieutenant à l'école de Saumur : magnifique officier animé des plus hautes vertus morales, d'un calme réfléchi et d'une ardeur froide. Les 19 et 20 juin 1940, a effectué avec son peloton une contre-attaque énergique, rejetant dans la Loire les éléments ennemis qui avaient pris pied sur la rive Sud. Le 21 juin 1940, à Bressuire, n'a pas hésité à attaquer à pied deux chars ennemis. A été grièvement blessé au cours de l'action. ». Il est arrêté puis s'évade en 1943 et rejoint l'Afrique du Nord.
En 1944, il participe à la campagne d'Italie comme capitaine, commandant un escadron de chars légers du 3e régiment de spahis marocains au sein du corps expéditionnaire français du général Alphonse Juin. Il est blessé par deux fois. Son escadron est cité à l'ordre de l'armée pour sa conduite lors de la bataille du Garigliano du 10 au 16 mai 1944 en ces termes : « Magnifique unité de choc qui, aux ordres de son chef prestigieux le capitaine de Galbert, vient d'affirmer au cours des combats des 12, 13 et 14 mai 1944 ses brillantes qualités guerrières de fougue, d'audace et de goût du risque. Prenant hardiment la tête du groupement blindé de la 1re division de marche d'infanterie, s'est rué à l'assaut des positions allemandes hérissées d'armes anti-chars. A, par la violence et l'impétuosité de son attaque, disloqué le dispositif. Malgré des pertes sévères, atteignant le tiers de ses chars et de ses effectifs, a successivement enlevé le col du Morroni, les villages de San Ambrogio, San Appolinaire et San Giorgio du Liri, objectif final qui fut abordé avec le pavillon national flottant au mât d'antenne du char de tête. Soutenu par les groupes de Spahis à pied, portés sur ses chars, a conquis de haute lutte cette dernière localité. A capturé à l'ennemi au cours de son action, plus de 200 prisonniers, 12 canons anti-chars et a pris ou détruit plus de 20 véhicules blindés ou banalisés. Unité d'élite qui, magnifiquement entraînée par ses chefs, vient de faire preuve de son splendide esprit cavalier, forçant l'admiration des troupes françaises et alliées qui ont combattu à ses côtés. ». Il est promu officier de la Légion d'honneur à l'âge de 32 ans.

### Guerre d'Algérie
En 1955, durant la guerre d'Algérie, il commande le 6e régiment de spahis marocains. Il est blessé une nouvelle fois. 

### Après-guerre
Il est promu colonel en 1958, général de brigade en 1962, puis général de division en 1965, il commande l'École d'application de Saumur.  
Prumu général de corps d'armée en 1967, il commande le 1er corps d'armée à Nancy. 
En 1969, il est promu général d'armée et en 1972, il est nommé gouverneur militaire de Metz. 
En 1973, il est admis dans la réserve. 
Il devient ensuite le 39e gouverneur militaire de l’Hôtel des Invalides de 1973 jusqu'en 1991. Il est élu à ce titre membre d'honneur de l'association nationale des croix de guerre, fondée en 1919 par le vice-amiral Emile Guépratte. 
Il est enterré avec son épouse dans le cimetière municipal d'Arradon (Morbihan).

## Passages de grades
| Grade                         | Année de passage |
| ----------------------------- | ---------------- |
| Elève officier                | 1934             |
| Sous-lieutenant               | 1935             |
| Lieutenant                    | 1938             |
| Capitaine                     | 1942             |
| Chef d'escadrons              | 1949             |
| Lieutenant-colonel            | 1955             |
| Colonel                       | 1958             |
| Général de brigade            | 1962             |
| Général de division           | 1965             |
| Général de corps d'armée      | 1969             |
| Général d'armée               | 1972             |
| Général d'armée en 2e section | 1973             |

## États de services
- Élève de l’École spéciale militaire de Saint-Cyr (1934-36)
- Commandant de l’École d’application de l’armée blindée et de la cavalerie de Saumur (1965)
- Chef de la mission militaire française auprès du commandant suprême des forces alliées en Europe (1968)
- Gouverneur militaire de Metz et commandant de la 6e région militaire (1972-73)
- Membre du conseil supérieur de la guerre (1971-73)
- Cadre de réserve (1973)
- Gouverneur des Invalides (1973-91)
- Gouverneur honoraire des Invalides (1991-2001).

## Décorations
- Grand-croix de la Légion d'honneur (24 avril 1991)
- Grand-croix de l'ordre national du Mérite

- Croix de guerre 1939–1945
- Croix de la Valeur militaire
- Médaille des évadés
- Insigne des blessés militaires
- Médaille commémorative française de la guerre 1939–1945
- Médaille commémorative des opérations de sécurité et de maintien de l'ordre
- Ordre du Service distingué (Royaume-Uni)

## Souvenir et héritage
Le 29 novembre 2003, à l'occasion des célébrations du 2S aux Écoles de Saint-Cyr Coëtquidan, la promotion 2002-2005 de l'École Spéciale Militaire de Saint-Cyr a été baptisée « promotion général de Galbert » en son hommage.

## Armoiries
| Blason | Blasonnement : D'azur, au pal d'argent accompagné en chef de deux croissants de même. |